# 弗萊迪·弗里曼
弗雷德里克·查爾斯·弗里曼（英語：Frederick Charles Freeman，1989年9月12日—）為美國職業棒球大聯盟的運動員，職司一壘手，曾效力於亞特蘭大勇士，目前效力於洛杉矶道奇。他於2010年升上大聯盟，8度入選明星賽。

## 職業生涯
2007年美國職棒大聯盟選秀，亞特蘭大勇士隊在第2輪78順位選進弗里曼。他與球隊簽下409,500美元的合約。2009年，他成為隊上第5號新秀。

### 亞特蘭大勇士
2010年
2010年9月1日，弗里曼進入勇士隊的擴編名單，同日升上大聯盟。9月5日，他擊出大聯盟首安。9月21日，他面對賽揚強投洛伊·哈勒戴擊出大聯盟首轟。該季他出賽20場，打擊率1成67。2010年勇士闖進季後賽，不過弗里曼沒有上場，勇士該年在國聯分區賽以1勝3敗遭到巨人隊淘汰。
2011年
2011年球季，弗里曼成為球隊的先發一壘手。7月4日，弗里曼達成生涯首次單場雙響。7月18日，弗里曼達成單季50分打點，成為繼1954年的漢克·阿倫後，再度達成此成就的勇士選手。7月，他拿下國聯單月最佳新秀。該月他出賽27場，打擊率3成62，擊出38安。
8月，他與隊友丹·阿格拉一度達成連20場擊出安打的紀錄。弗里曼最終在8月7日中止該紀錄。該季他打擊率2成82，21轟76分打點。
該年的國聯年度最佳新秀，弗里曼票選第二，輸給隊友克雷格·金布雷爾。
2012年
該季他出賽149場，打擊率2成59，23轟94分打點。
2013年
2013年美國職棒大聯盟全明星賽，弗里曼在最終票選贏得了1,970萬張的選票。但他卻在明星賽開打前3天傷到拇指而缺席。該季他打擊率3成19，23轟109分打點。
2014年
2014年2月4日，弗里曼與球隊簽下了8年135,000,000美元的合約。該年他第2次入選明星賽。該季他162場全數出賽，打擊率2成88，18轟78分打點。
2015年
6月17日，他因為右手腕受傷進入傷兵名單，中斷了他個人連續234場出賽的紀錄。該季他打擊率2成76，18轟66分打點。
2016年
2016年，勇士隊宣布重建，並把許多球員交易出去，但唯獨留下弗里曼。弗里曼也成為隊上的老大哥，帶領著一群年輕人往前邁進。6月15日，弗里曼達成生涯首次完全打擊。他也在該球季首度達成單季30轟。9月29日，他中止了個人連續30場安打紀錄。該季他打擊率3成02，34轟91分打點。
2017年
該年他代表加拿大隊參加經典賽。該年也是勇士隊新主場太陽信託公園的首度啟用年。弗里曼在新球場的首場比賽，面對大都會就猛打賞。
5月17日，他被藍鳥隊投手亞倫·路普觸身球砸中退場。在他受傷復原期間，代替他一壘手位置的麥特·亞當斯表現不錯。因此7月4日，弗里曼以先發三壘手身分重返亞特蘭大。7月6日，他擊出生涯第1,000支安打。而勇士隊總教練史尼克也隨後將弗里曼調回一壘守備。
該季他打擊率3成07，28轟71分打點。
2018年
2017年10月，弗里曼去動了雷射手術，改善他的視力問題。該年他第三度入選明星賽，他還參加了全壘打大賽。
該季他擊出191支安打，國聯第一，在大聯盟僅次於維特·梅利菲爾德。他打擊率3成09，23轟98分打點。他與隊友安德·英希亞提及尼克·馬卡克斯一同入選金手套獎，這是勇士隊史上首次三名外野手都獲得金手套獎。此外，弗里曼也贏得威爾森年度防守獎。
2019年
這一年，弗里曼入選生涯第四次明星賽。這也是他連續2年入選明星賽。該年他的打擊率為2成95，38轟121分打點。他和隊友小羅納德·阿庫尼亞、奧西·艾爾比斯分別在一壘、外野和二壘拿下銀棒獎。而弗里曼也連續2年拿下威爾森年度防守獎。
10月18日，弗里曼為了移除右手肘的骨刺，因此動了手術。而弗里曼也承認骨刺已經影響他很多年，不過他直到9月中才出現傷勢。
2020年
7月時，弗里曼確診COVID-19。而當時他的症狀相當嚴重，不僅高燒還失去味覺。不過他最終仍順利參與春訓，並成功趕上開季。9月4日，弗里曼敲出生涯首支滿貫砲。兩天後他又擊出一支滿貫砲。9月9日，他成功敲出生涯1500安。
這年他的打擊率為3成41，並敲出13轟與53分打點，成功拿下銀棒獎。另外，他也繼1999年的奇伯·瓊斯後，又一位拿下國聯MVP的勇士球員。同時他還拿下漢克·阿倫獎，為勇士隊史第二位拿下此殊榮的球員。
2021年
這年弗里曼入選為明星賽的先發一壘手。8月19日，他在對陣馬林魚的比賽上二度達成完全打擊，也是勇士隊史首位二度達成完全打擊的球員。該年他的打擊率為3成，並敲出31轟，OPS為.896。這年勇士隊的所有先發內野手單季都至少敲出25轟，為大聯盟史上第二遭。弗里曼在世界大賽抓到最後一個出局數，勇士隊最終以4勝2敗的成績擊敗休士頓太空人，贏得2021年世界大賽冠軍。弗里曼亦獲得生涯第三座銀棒獎和第一座貝比·魯斯獎。

### 洛杉磯道奇
2022年3月18日，弗里曼以6年162,000,000美元加盟道奇。
2022年
雖然弗里曼轉隊到道奇，不過後來他因為先前的合約關係而將經紀人開除。他在7月中入選明星賽，整季他敲出聯盟最多的199支安打。打擊率3成25在國聯排名第二，並敲出21轟與100分打點。
2023年
5月18日，弗里曼敲出生涯第300轟。6月25日，他敲出生涯第2,000支安打。他也再度入選明星賽先發一壘手。9月8日，他敲出第53支二壘安打，成為隊史紀錄保持人。9月22日，他敲出單季第200支安打。他也成為大聯盟史上首位單季敲出20轟、20盜與200安的一壘手。整季他的打擊率為3成31，並敲出29轟與102分打點。
2024年
10月25日，弗里曼在世界大賽第一戰與洋基隊在延長賽10局下敲出世界大賽史上第一支再見滿貫全壘打拿下從而幫助道奇拿下世界大賽首勝。個人以4支全壘打、12打點好表現，拿下世界大賽MVP。
12月16日，弗里曼在世界大賽第一戰延長賽打出滿貫全壘打的球被以156萬美元售出，成為史上所有用過的球中第三高。

## 外部連結
- 球員資訊和成績在MLB ，ESPN ，Retrosheet ，Baseball Reference ，Baseball Reference (Minors) ，Fangraphs ，The Baseball Cube （英文）
- 弗萊迪·弗里曼的X（前Twitter）
- 弗萊迪·弗里曼在台灣棒球維基館上的頁面（繁體中文）

| 成就                                 | 成就                                 | 成就                                   |
| ------------------------------------ | ------------------------------------ | -------------------------------------- |
| 前任： 麥特·坎普 傑克·克羅倫沃斯     | 完全打擊 2016年6月15日 2021年8月18日 | 繼任： 拉傑·戴維斯 艾迪·羅薩里奧       |
| 前任： 克里斯·布萊恩 小費南多·塔提斯 | 國聯單月最佳球員 2016年9月 2020年9月 | 繼任： 萊恩·齊默爾曼 小羅納德·阿庫尼亞 |